# ناقلة غوانيليل الرنا الرسول
ناقلة غوانيليل الرنا الرسول (بالإنجليزية: mRNA guanylyltransferase)‏ ويُعرف بإنزيم تقبيع الرنا الرسول، وهو إنزيم يُحفز المعادلة التالية:
```
 GTP + (5')ppPur-mRNA ⇌ diphosphate + G(5')pppPur-mRNA
```

ركيزتاه هما GTP وجزيئة رنا تحتوي على مجموعتي فوسفات في النهاية 5' رمزها: (5')ppPur-mRNA أو 5'-Diphospho-[mRNA] وينتج عن التفاعل جزيئة بيروفوسفات ورنا رسول مرتبط في نهايته 5' بثلاث مجموعات فوسفات وجزيئة غوانين. G(5')pppPur-mRNA
ينتمي هذا الإنزيم إلى عائلة الناقلات، وبشكل خاص تلك التي تنقل النوكليوتيدات التي تحتوي على مجموعات فوسفورية (ناقلة النوكليوتيديل). الاسم التنظيمي لصنف هذا الإنزيم هو GTP:ناقلة غوانيليل الرنا الرسول ومن الأسماء الأخرى المتواترة: إنزيم تقبيع الرنا الرسول، وبروتين2. 